# خافيير اريزالا
خافيير اريزالا (بالإسبانية: Javier Arizala)‏ هو لاعب كرة قدم كولومبي في مركز ظهير ‏، ولد في 21 أبريل 1984 في Tuluá ‏ في كولومبيا. شارك مع منتخب كولومبيا لكرة القدم. أما مع النوادي، فقد لعب مع أتلتيكو ناسيونال وإنديبنديينتي سانتا في وديبورتيس توليما وديبورتيس كوينديو وديبورتيفو باستو وريونيغرو أغيلاس ونادي راسينغ.

## وصلات خارجية
- خافيير اريزالا على موقع الاتحاد الدولي (مؤرشف)  (الإنجليزية)
- خافيير اريزالا على موقع قاعدة بيانات كرة القدم.إي يو (الإنجليزية)
- خافيير اريزالا على موقع ناشيونال فوتبول تيمز (الإنجليزية)
- خافيير اريزالا على موقع Soccerway.com (الإنجليزية)